# Campionati europei di nuoto 2010 - 50 metri stile libero femminili
Le qualifiche per la semifinale si sono svolte la mattina del 14 agosto 2010, mentre la semifinale si è svolta la sera dello stesso giorno. La finale si è svolta la sera del 15 agosto 2010.

## Medaglie
| Posizione | Atleta              | Paese       |
| --------- | ------------------- | ----------- |
| Oro       | Therese Alshammar   | Svezia      |
| Argento   | Hinkelien Schreuder | Paesi Bassi |
| Bronzo    | Francesca Halsall   | Regno Unito |

## Record
Prima della manifestazione il record del mondo (RM), il record europeo (EU) e il record dei campionati (RC) erano i seguenti.
| Record mondiale       | 23"73 | Britta Steffen Germania      | 2 agosto 2009 Roma, Italia           |
| Record europeo        | 23"73 | Britta Steffen Germania      | 2 agosto 2009 Roma, Italia           |
| Record dei campionati | 24"09 | Marleen Veldhuis Paesi Bassi | 24 marzo 2008 Eindhoven, Paesi Bassi |

Durante la competizione non sono stati migliorati record.

## Risultati batterie
| Pos. | Atleta                  | Nazionalità | Tempo       | Batteria    | Corsia      | Note        |
| ---- | ----------------------- | ----------- | ----------- | ----------- | ----------- | ----------- |
| 1    | Therese Alshammar       | Svezia      | 24.93       | 7           | 4           |             |
| 2    | Dorothea Brandt         | Germania    | 25.04       | 5           | 4           |             |
| 3    | Francesca Halsall       | Regno Unito | 25.07       | 6           | 4           |             |
| 4    | Hinkelien Schreuder     | Paesi Bassi | 25.10       | 7           | 5           |             |
| 5    | Jeanette Ottesen        | Danimarca   | 25.18       | 7           | 3           |             |
| 6    | Aljaksandra Herasimenja | Bielorussia | 25.19       | 6           | 5           |             |
| 7    | Triin Aljand            | Estonia     | 25.32       | 4           | 4           |             |
| 8    | Svetlana Fedulova       | Russia      | 25.41       | 6           | 3           |             |
| 9    | Josefin Lillhage        | Svezia      | 25.42       | 5           | 5           |             |
| 10   | Margarita Nesterova     | Russia      | 25.59       | 4           | 3           |             |
| 10   | Dar'Ya Stepanyuk        | Ucraina     | 25.59       | 7           | 7           |             |
| 12   | Amy Smith               | Regno Unito | 25.61       | 7           | 6           |             |
| 13   | Oxana Serikova          | Ucraina     | 25.65       | 6           | 6           |             |
| 14   | Katarzyna Wilk          | Polonia     | 25.68       | 7           | 2           |             |
| 15   | Aleksandra Urbańczyk    | Polonia     | 25.72       | 6           | 8           |             |
| 16   | Theodora Drakou         | Grecia      | 25.75       | 4           | 5           |             |
| 17   | Nathalie Lindborg       | Svezia      | 25.77       | 5           | 7           |             |
| 18   | Nadiya Koba             | Ucraina     | 25.81       | 5           | 3           |             |
| 19   | Daniela Schreiber       | Germania    | 25.86       | 5           | 6           |             |
| 20   | Ilse Kraayeveld         | Paesi Bassi | 25.87       | 6           | 2           |             |
| 21   | Yuliya Khitraya         | Bielorussia | 26.02       | 4           | 6           |             |
| 22   | Ionela Cozma            | Romania     | 26.03       | 5           | 1           |             |
| 23   | Miroslava Najdanovski   | Serbia      | 26.06       | 4           | 8           |             |
| 24   | Cecilie Johannessen     | Norvegia    | 26.08       | 7           | 1           |             |
| 25   | Fabienne Nadarajah      | Austria     | 26.16       | 6           | 1           |             |
| 26   | Monika Babok            | Croazia     | 26.24       | 4           | 2           |             |
| 27   | Silvia Di Pietro        | Italia      | 26.26       | 6           | 7           |             |
| 28   | Annelies De Mare        | Belgio      | 26.27       | 5           | 8           |             |
| 29   | Erika Ferraioli         | Italia      | 26.28       | 7           | 8           |             |
| 30   | Julia Fehervari         | Ungheria    | 26.30       | 3           | 4           |             |
| 31   | Katarina Filova         | Slovacchia  | 26.39       | 3           | 3           |             |
| 32   | Marlene Niemi           | Finlandia   | 26.40       | 3           | 5           |             |
| 33   | Erika Mor Baranyai      | Ungheria    | 26.41       | 2           | 4           |             |
| 34   | Jolien Sysmans          | Belgio      | 26.43       | 5           | 2           |             |
| 35   | Burcu Dolunay           | Turchia     | 26.44       | 3           | 7           |             |
| 36   | Nina Sovinek            | Slovenia    | 26.53       | 3           | 6           |             |
| 37   | Valeriya Podlesna       | Ucraina     | 26.58       | 1           | 4           |             |
| 38   | Andjelka Petrovic       | Serbia      | 26.62       | 2           | 1           |             |
| 39   | Linda Laihorinne        | Finlandia   | 26.65       | 1           | 5           |             |
| 40   | Mirosalva Syllabova     | Slovacchia  | 26.68       | 4           | 7           |             |
| 41   | Viktoria Nemeth         | Ungheria    | 26.74       | 2           | 6           |             |
| 42   | Yana Parakhouskaya      | Bielorussia | 26.75       | 2           | 5           |             |
| 43   | Orsolya Tompa           | Ungheria    | 26.82       | 3           | 1           |             |
| 44   | Verena Klocker          | Austria     | 26.87       | 2           | 3           |             |
| 45   | Tess Grossmann          | Estonia     | 27.04       | 2           | 7           |             |
| 45   | Ivana Gabrilo           | Svizzera    | 27.04       | 3           | 8           |             |
| 47   | RiiaRosa Koskelainen    | Finlandia   | 27.07       | 3           | 2           |             |
| 48   | Marva Harpak            | Israele     | 27.10       | 1           | 3           |             |
| 49   | Annika Saarnak          | Estonia     | 27.14       | 2           | 2           |             |
|      | Clare Dawson            | Irlanda     | non partita | non partita | non partita | non partita |

## Semifinali
| Pos. | Atleta                  | Nazionalità | Batteria | Corsia | Tempo | Note |
| ---- | ----------------------- | ----------- | -------- | ------ | ----- | ---- |
| 1    | Therese Alshammar       | Svezia      | 2        | 4      | 24.52 |      |
| 2    | Dorothea Brandt         | Germania    | 1        | 4      | 24.64 |      |
| 3    | Hinkelien Schreuder     | Paesi Bassi | 1        | 5      | 24.69 |      |
| 4    | Francesca Halsall       | Regno Unito | 2        | 5      | 24.70 |      |
| 5    | Aljaksandra Herasimenja | Bielorussia | 1        | 3      | 24.80 |      |
| 6    | Jeanette Ottesen        | Danimarca   | 2        | 3      | 25.01 |      |
| 7    | Triin Aljand            | Estonia     | 2        | 6      | 25.12 |      |
| 8    | Oxana Serikova          | Ucraina     | 2        | 1      | 25.31 |      |
| 9    | Svetlana Fedulova       | Russia      | 1        | 6      | 25.35 |      |
| 10   | Josefin Lillhage        | Svezia      | 2        | 2      | 25.36 |      |
| 11   | Theodora Drakou         | Grecia      | 1        | 8      | 25.43 |      |
| 12   | Dar'Ya Stepanyuk        | Ucraina     | 2        | 7      | 25.47 |      |
| 13   | Katarzyna Wilk          | Polonia     | 1        | 1      | 25.51 |      |
| 14   | Margarita Nesterova     | Russia      | 1        | 2      | 25.56 |      |
| 15   | Amy Smith               | Regno Unito | 1        | 7      | 25.57 |      |
| 16   | Aleksandra Urbańczyk    | Polonia     | 2        | 8      | 25.82 |      |

## Finale
| Pos. | Atleta                  | Nazionalità | Corsia | Tempo | Note |
| ---- | ----------------------- | ----------- | ------ | ----- | ---- |
|      | Therese Alshammar       | Svezia      | 4      | 24.45 |      |
|      | Hinkelien Schreuder     | Paesi Bassi | 3      | 24.66 |      |
|      | Francesca Halsall       | Regno Unito | 6      | 24.67 |      |
| 4    | Dorothea Brandt         | Germania    | 5      | 24.71 |      |
| 5    | Aljaksandra Herasimenja | Bielorussia | 2      | 24.82 |      |
| 6    | Jeanette Ottesen        | Danimarca   | 7      | 24.96 |      |
| 7    | Triin Aljand            | Estonia     | 1      | 25.38 |      |
| 8    | Oxana Serikova          | Ucraina     | 8      | 25.44 |      |